# Mutant Turtles: Chōjin Densetsu-hen
Mutant Turtles: Chōjin Densetsu-hen (jap. ミュータント・タートルズ 超人伝説編, Myūtanto Tātoruzu: Chōjin Densetsu-hen, zu deutsch „Mutant Turtles: Supermann Legende“) ist eine zwei-teilige Original Video Animation basierend auf der amerikanischen Zeichentrickserie Teenage Mutant Hero Turtles, welche wiederum auf den gleichnamigen Comics von Kevin Eastman und Peter Laird basiert.

## Handlung
Als die vier Ninja Turtles einen Tempel im verlorengeglaubten Muta Königreich erforschen begegnen sie der Fee Crys-Mu, welche in einem Muta-Stein eingesperrt ist. Als Dank für ihre Befreiung schenkt sie den Turtles die Fähigkeit sich in Super-Mutanten zu verwandeln. Zur selben Zeit finden Shredder und Krang im Tempel den Dunklen Muta-Stein welcher wiederum Shredder, Rocksteady und Bebop die Fähigkeit zur Super-Mutation verleiht.

## Produktion
Die beiden OVA-Episoden wurden im Auftrag von TV Tokyo produziert. Die erste Episode sollte die in Japan erscheinende Supermutants Ninja Turtles Spielzeugreihe bewerben, während die zweite Episode im darauffolgenden Jahr die Japan-exklusive Metal Mutation Ninja Turtles Spielzeugreihe bewirbt. Die beiden OVA Episoden wurden bisher nur in Japan auf VHS veröffentlicht.

### Synchronisation
| Rolle             | Japanische Sprecher (Seiyū) |
| ----------------- | --------------------------- |
| Leonardo          | Daiki Nakamura              |
| Michelangelo      | Toshiharu Sakurai           |
| Raphael           | Hiroyuki Shibamoto          |
| Donatello         | Hidenari Ugaki              |
| Splinter Krang    | Hideyuki Umezu              |
| April O’Neil      | Emi Shinohara               |
| Shredder          | Kiyoyuki Yanada             |
| Bebop             | Kyōsei Tsukui               |
| Rocksteady        | Hidetoshi Nakamura          |
| Crys-Mu / Dark Mu | Rei Sakuma                  |
| Hattori Kinzo     | Tomohiro Nishimura          |